# Bonawentura Madaliński
Bonawentura Dobrogost Madaliński (Gniezno, 1620 – Włocławek, 11 novembre 1691) è stato un vescovo cattolico polacco.

## Biografia
Fu vescovo di Modone in partibus e coadiutore di Płock dal 1671 al 1674, quando succedette, per coadiutoria, al suo predecessore Jan Gembicki. Nel 1681 fu trasferito alla sede di Cuiavia, di cui rimase vescovo fino alla morte.
Fu segretario di Carlo Ferdinando Vasa e di Giovanni II Casimiro Vasa.

## Genealogia episcopale e successione apostolica
La genealogia episcopale è:
- Cardinale Scipione Rebiba
- Cardinale Giulio Antonio Santori
- Cardinale Girolamo Bernerio, O.P.
- Vescovo Claudio Rangoni
- Arcivescovo Wawrzyniec Gembicki
- Arcivescovo Jan Wężyk
- Vescovo Piotr Gembicki
- Vescovo Jan Gembicki
- Vescovo Bonawentura Madaliński

La successione apostolica è:
- Vescovo Jan Małachowski (1677)